# Oxytelus migrator
Oxytelus migrator är en skalbaggsart som beskrevs av Fauvel 1904. Oxytelus migrator ingår i släktet Oxytelus, och familjen kortvingar. Arten är reproducerande i Sverige.